# Klasztor w Waldsassen
Klasztor w Waldsassen (niem. Kloster Waldsassen) – rzymskokatolickie opactwo, pierwotnie cystersów, a od 1864 sióstr cysterek, znajdujące się w niemieckim mieście Waldsassen.

## Historia
Klasztor założono w 1133 roku, co czyni go najstarszym opactwem cysterskim w Bawarii. Wedle legendy założycielem placówki jest św. Bernard z Clairvaux, nie zachował się jednak żaden dokument mogący to potwierdzić. 12 marca 1147 król Konrad III Hohenstauf bezpośrednio uzależnił klasztor od swojej władzy, czyniąc go w praktyce klasztorem cesarskim. W 1179 miała miejsce konsekracja kościoła klasztornego. Papież Lucjusz III w liście z 1185 roku zagroził ekskomuniką każdemu, kto zaatakuje placówkę i chciałby postawić ją przed świeckim sądem, a w 1194 i 1214 cesarzowie Henryk VI i Fryderyk II nadawali klasztorowi immunitet. W 1269 władze opactwa zdecydowały o przejściu pod czeskie panowanie, a dzięki nabyciu rozległych posiadłości terytorialnych i darowiznom placówka rozwijała się gospodarczo. W 1329 na mocy traktatu z Pawii Waldsassen przeszło pod panowanie Palatynatu, który usiłował mieć nad nim jak największa kontrolę. W 1354 opiekę nad placówką przejął bawarski książę Ludwik V.
W latach 1430–1433 klasztor splądrowały wojska husyckie, a problemy wewnętrzne spowodowały konflikt i rozłam wśród zakonników. Kompleks został ponownie zniszczony podczas wojny o sukcesję w Landshut w I dekadzie XVI wieku, odbudował go w 1517 roku opat Andreas. Jego panowanie było okresem nacisków na placówkę ze strony  Fryderyka Mądrego, późniejszego elektora Palatynatu Reńskiego, który po śmierci Andreasa w 1524 obległ klasztor i przejął administrację nad nim. W następnym roku zniesiono dziesięcinę wobec chłopów i umożliwiono im bezpłatne pozyskiwanie drewna z lasów należących do opactwa. W 1556 książę Otto Henryk wprowadził luteranizm w Palatynacie i rozwiązał klasztor. Kompleks zaczął popadać w ruinę, a w 1576 został zniszczony przez pożar.
W 1628 klasztor przyłączono do Bawarii podczas wojny trzydziestoletniej. W 1651 Martin Dallmayr, opat klasztoru cystersów Fürstenfeld, uzyskał zgodę na ponowne zasiedlenie placówki, a w 1669 mianowano przeora. W 1681 rozpoczęto rozbiórkę starych zabudowań i budowę nowego, barokowego kompleksu. W 1685 wmurowano kamień węgielny pod budowę kościoła, jego projekt sporządzili Carl Lugano i Jean Baptiste Mathey. W 1690 klasztorowi przywrócono godność opactwa. W 1704 konsekrowano kościół, a w 1726 ukończono budowę biblioteki.
W 1803 roku klasztor zsekularyzowano, jego majątek został przejęty przez państwo i częściowo sprzedany, a około 80 mnichów musiało opuścić kompleks. Kościół klasztorny przekształcono w kościół parafialny. W 1828 zabudowania klasztorne zakupił Wilhelm Rother, który ulokował w nich fabrykę bawełny.
W 1864 zabudowania nabył klasztor cysterek Seligenthal i założył tu swoją filię, a 5 października 1865 powstała szkoła dla dziewcząt z internatem. 6 kwietnia 1925 placówkę wyniesiono do godności opactwa. 15 września 1969 papież Paweł VI wyniósł kościół klasztorny do godności bazyliki mniejszej.

## Bazylika
Główną częścią kompleksu jest bazylika mniejsza pw. Wniebowzięcia Najświętszej Maryi Panny i św. Jana Ewangelisty. Za jej wygląd odpowiadają tacy artyści jak: Carl Lugano, Jean Baptiste Mathey, Abraham Leuthner, Georg i Christoph Dientzenhoferowie, Bernhard Schießer, Giovanni Battista Carlone, Karl Stilp czy Johann Jakob Stevens von Steinfels. Kościół ma długość 82,7 m, a szerokość i wysokość są równe i wynoszą 23 m. Kopuła sięga z kolei 26 m.
W ołtarzach bocznych przechowywane są relikwie świętych, m.in. Maksyma, Witaliana i Gracjana, w formie ozdobionych kosztownościami szkieletów.
Organy wykonano w latach 1975–1976 w warsztacie Eugena Pfaffa w Überlingen, w latach 1982–1989 przebudował je organmistrz Georg Jann. Zainstalowane są one w barokowym prospekcie, wykonanym w 1698 roku przez Christopha Egedachera. Składają się z sześciu manuałów, pedału i 101 głosów. W kościele znajduje się również 5-głosowy pozytyw z 1802 roku, zakupiony w 1976 roku z kościoła pielgrzymkowego w Bärnau.
Bazylika posiada łącznie sześć dzwonów, pięć mniejszych zawieszonych jest w wieży południowej, a największy – w północnej. Mają tony: b', as', f', es', des' i b0.

## Nowy kościół klasztorny
Drugą świątynią wchodzącą w skład kompleksu klasztornego jest kościół Wniebowzięcia Najświętszej Maryi Panny, zwany nowym kościołem klasztornym (niem. Neue Klosterkirche). Wzniesiono go w latach 1923–1924 na dziedzińcu klasztornym. Jego obecny wygląd jest efektem remontu z lat 2007–2009, podczas którego dostosowano go do wymagań soboru watykańskiego II.

## Galeria

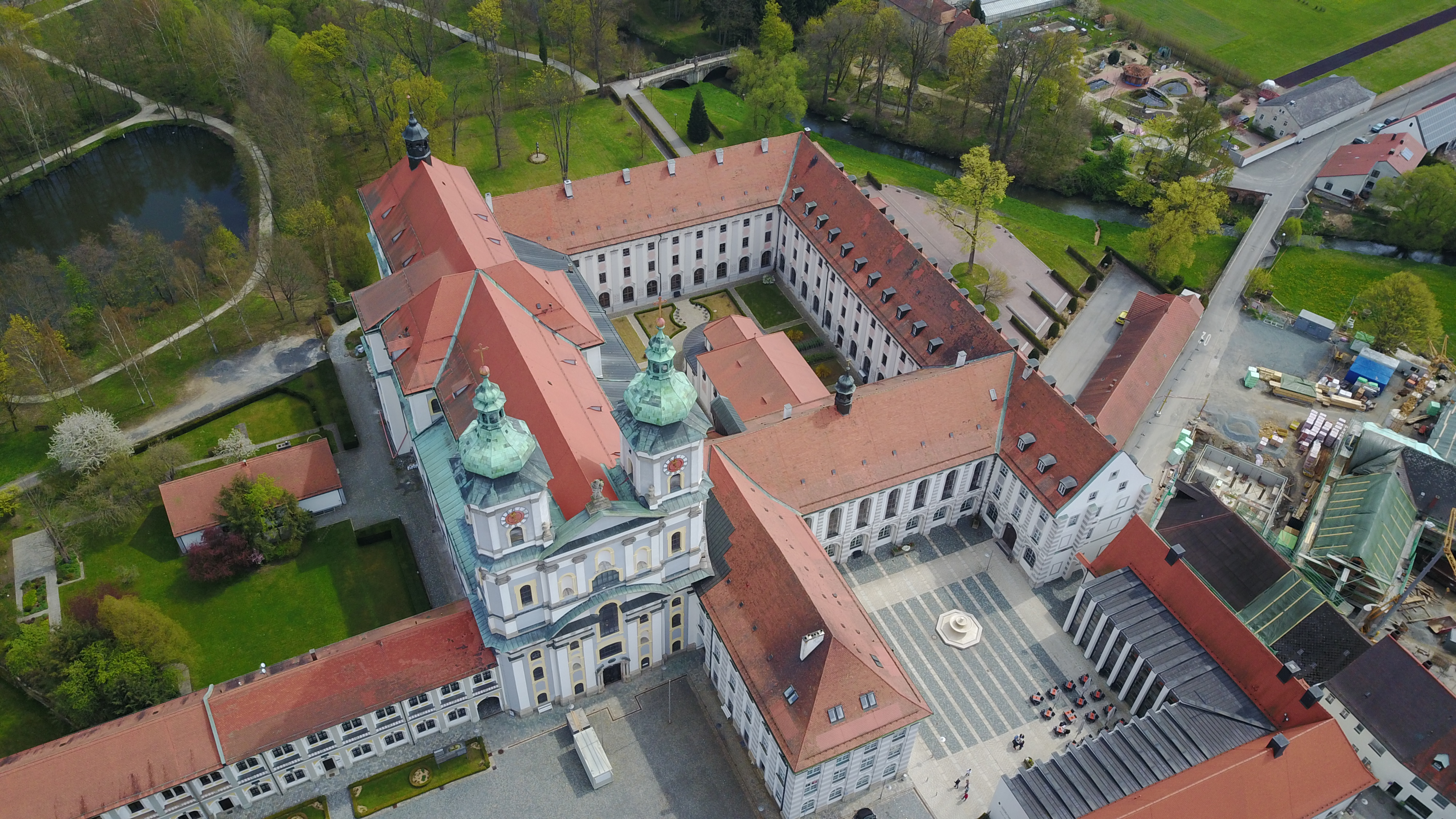
Widok na kompleks z lotu ptaka
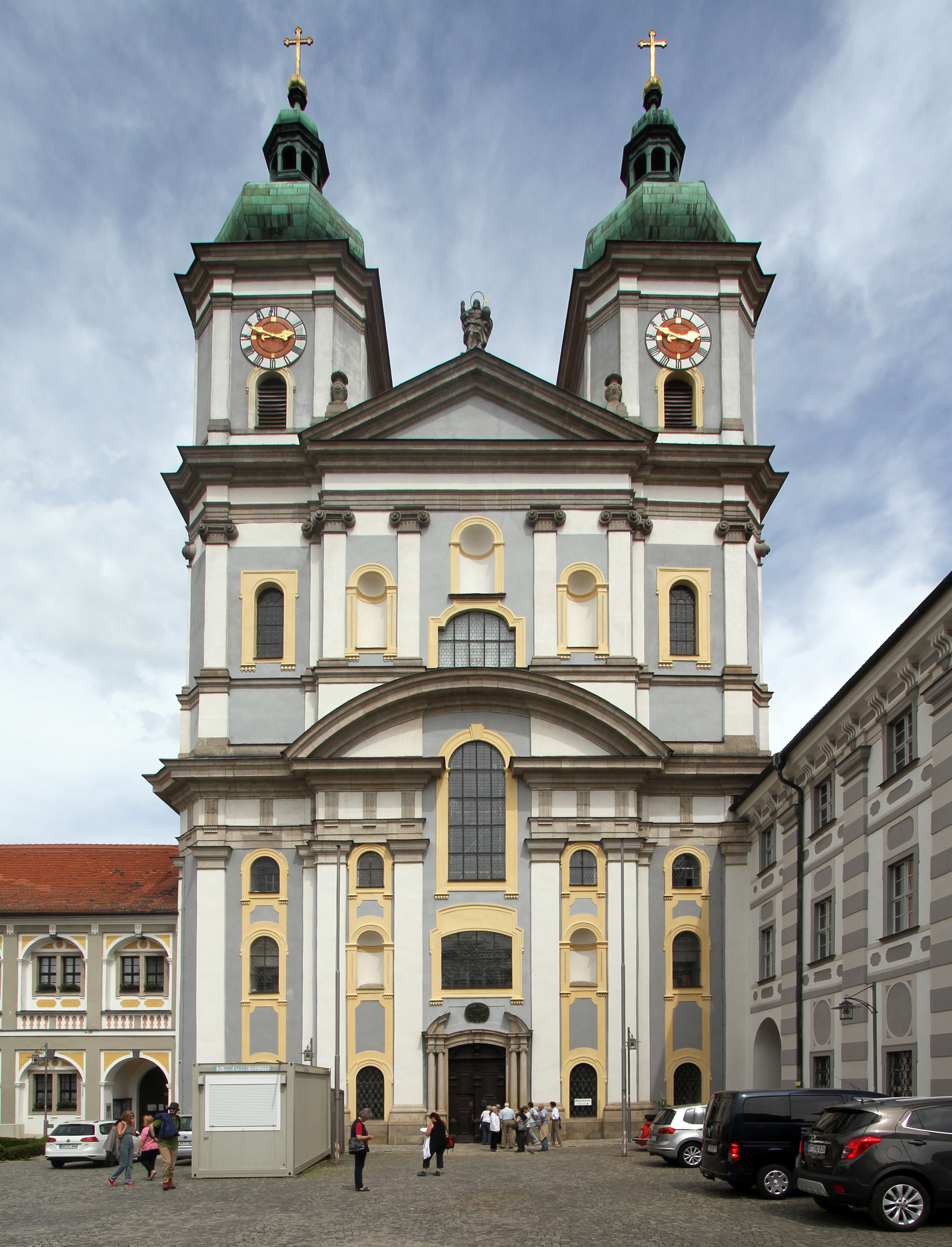
Fasada bazyliki
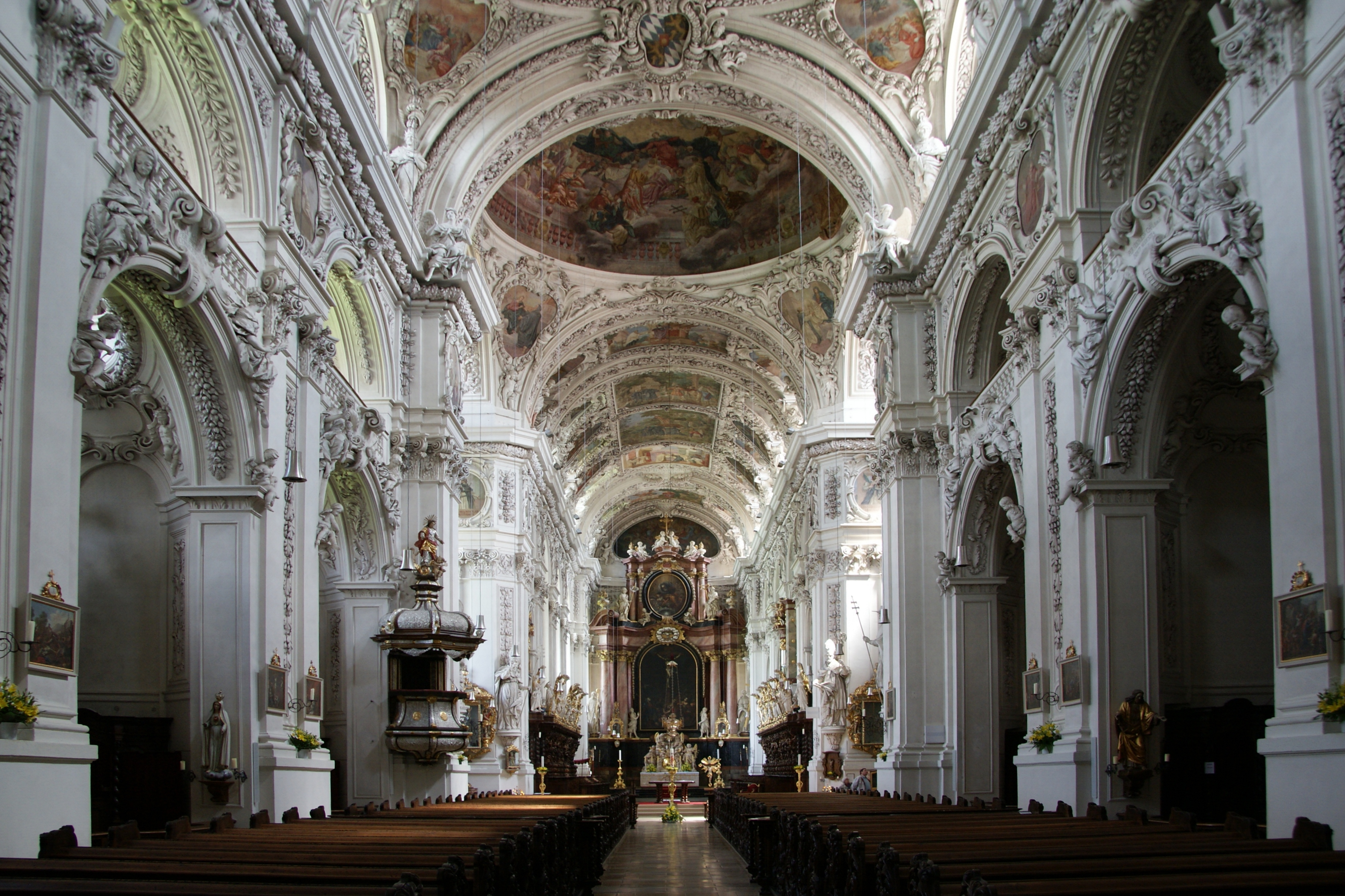
Wnętrze świątyni
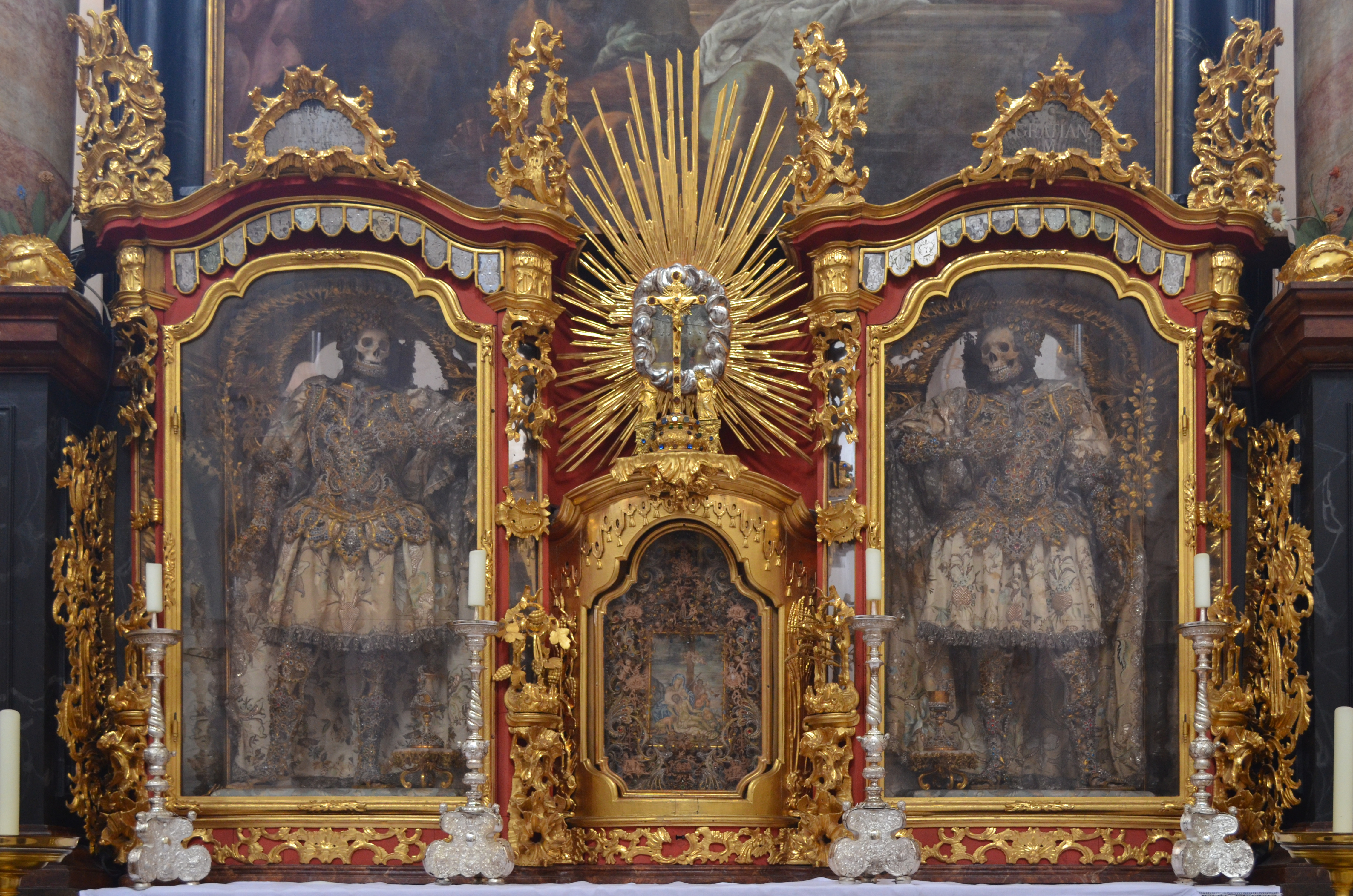
Relikwie śś. Witaliana i Gracjana
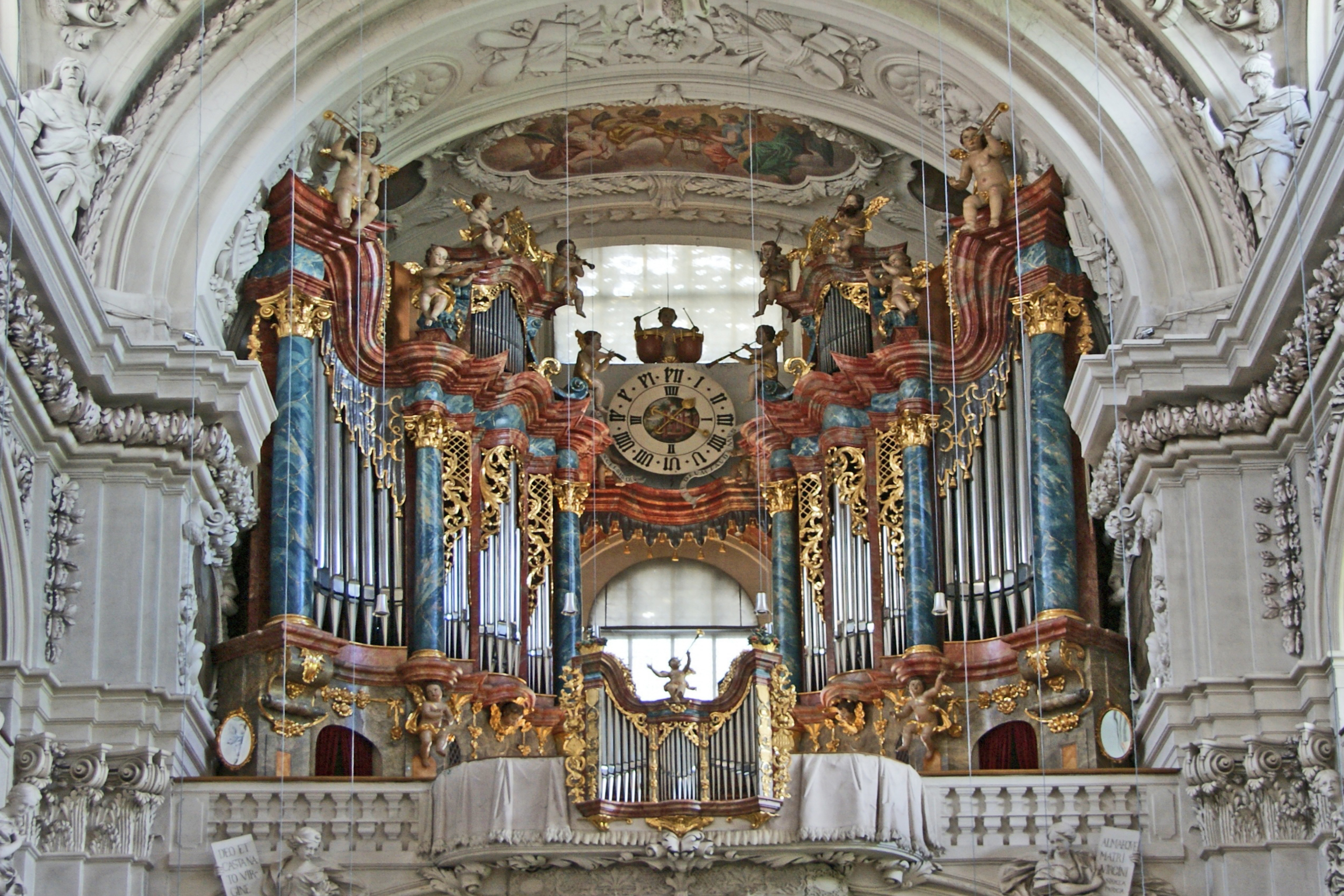
Organy
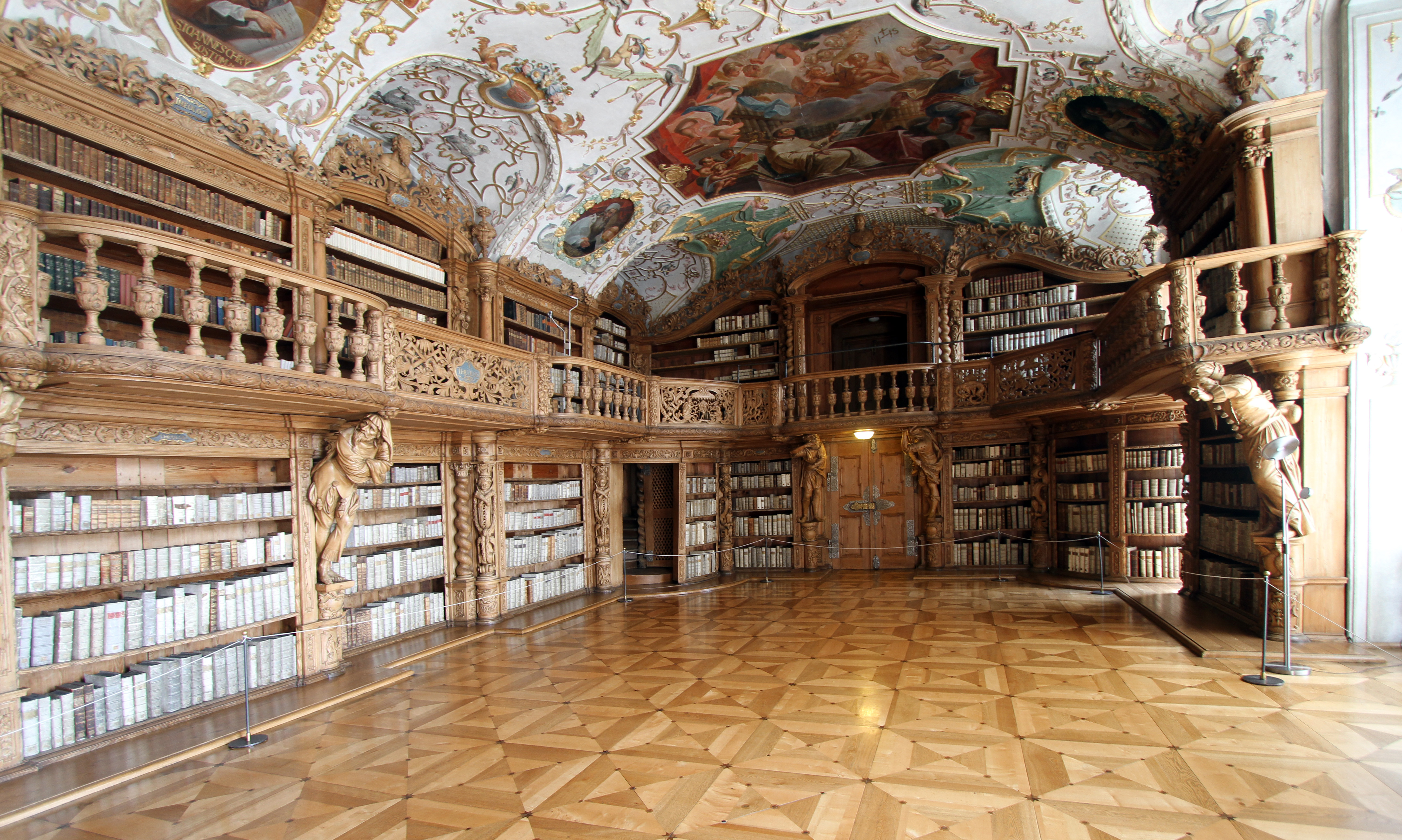
Biblioteka klasztorna
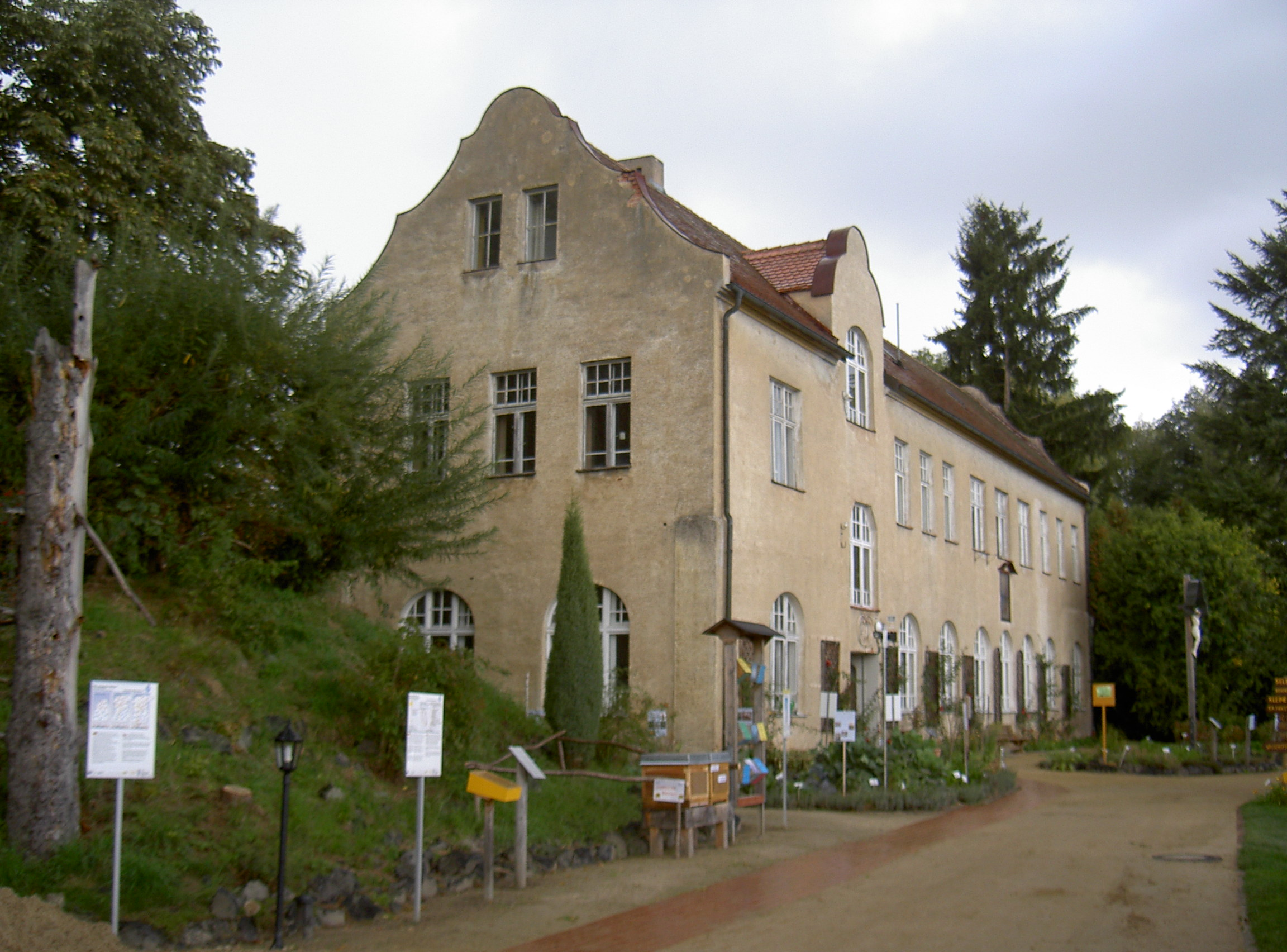
Budynek szkoły klasztornej